# Молони, Джанель
Джанель Молони (англ. Janel Moloney; род. 3 октября 1969, Вудленд-Хиллз, Калифорния) — американская актриса, дважды номинировавшаяся на премию «Эмми».

## Жизнь и карьера
Джанель Молони родилась в Вудленд-Хиллз, штат Калифорния и закончила Перчейз-колледж Университета штата Нью-Йорк, а в подростковом возрасте выступала в различных мюзиклах, таких как «Энни». В девяностых она начала карьеру на экране, играя эпизодические роли в таких сериалах как «Скорая помощь», «Ночь спорта» и «Она написала убийство», а также появилась в фильмах «Секс, ложь, безумие» и «Отчаянные меры».
В 1999 году Молони получила роль Донны Мосс в телесериале «Западное крыло» и снималась в шоу вплоть до его финала в 2006 году. Она дважды номинировалась на премию «Эмми» за лучшую женскую роль второго плана в драматическом телесериале, а также получила две награды Гильдии киноактёров США вместе с актёрским составом. Между съемками в сериале она снялась в телефильмах «Пиф-паф, ты — мёртв» и «Янтарный Фрей: Свидетель обвинения», а после присоединилась к сериалу «Братство». В последние годы она в основном была активна в театре, а также снялась в нескольких независимых фильмах и была гостем в сериалах «Студия 30», «Доктор Хаус», «Закон и порядок: Преступное намерение» и «Хорошая жена». В 2014 году Молони взяла на себя второстепенные роли в сериалах «Альфа-дом» и «Оставленные».

## Избранная фильмография
| Год       |   | Русское название | Оригинальное название | Роль           |
| --------- | - | ---------------- | --------------------- | -------------- |
| 2008      | с | Доктор Хаус      | House                 | Мэгги          |
| 2014—2017 | с | Оставленные      | The Leftovers         | Мэри Джеймисон |

## Награды и номинации
- «Эмми»
  - 2002, 2004 — Премия «Эмми» за лучшую женскую роль второго плана в драматическом телесериале — «Западное крыло» (номинация)

«Премия Гильдии киноактёров США»
  - 2001, 2002 — Премия Гильдии киноактёров США за лучший актёрский состав в драматическом сериале — «Западное крыло»
  - 2003—2006 — Премия Гильдии киноактёров США за лучший актёрский состав в драматическом сериале — «Западное крыло» (номинация)